# Pokoutníkovití
Pokoutníkovití (Agelenidae) je čeleď pavouků. Celosvětově zahrnuje 1387 druhů v 96 rodech. Pokoutníkovití jsou rozšířeni po celém světě. V Česku žije 13 druhů v osmi rodech.

## Popis
Jedná se o poměrně velké pavouky – měří od 5 do 18 mm a jsou tak jedněmi z našich největších pavouků. Jejich významným rozpoznávacím znakem je tvar zadních snovacích bradavek, které jsou vždy dvoučlánkové a mnohem delší než přední snovací bradavky. Hlavohruď je mohutná, vpředu zúžená a téměř stejně velká jako zadeček, většinou hnědá. Krátká a mohutná klepítka mají kondylus. Oči ve dvou řadách po čtyřech. Nohy dlouhé a chlupaté. Na tarzálních článcích je přítomná řada trichobotrií (chloupky schopné vnímat zvukové vibrace), které směrem ke konci nohy nabírají na délce. Noha zakončena třemi drápky. Tělo je porostlé peříčkovitými (plumózními) chloupky. Zadeček je vejčitý, většinou tmavě šedý či hnědý s výraznou skobovitou kresbou. Pokoutníci nemají kribelum, na jeho místě je kolulus. Tomuto obecnému popisu pokoutníkovitých částečně odporují dva rody. Pavouci rodů Coleotes a Inermocoelotes mají krátké nohy, žijí v úzkých pavučinových rourkách v zemi a odlišují se i jinak, například péčí o mláďata.

## Biologie
Někteří pokoutníci tkají dosti rozlehlé vodorovné sítě ve tvaru nepravidelné nálevky zakončené pavučinovou rourkou. Pavučina neobsahuje lep a pavouk vždy pobíhá po její horní straně. To je také jedním z rozpoznávacích znaků této čeledě. Tato pavučina je vícevrstevná, na rozdíl od křižáků nemusí každý den síť obnovovat, ale stále ji zdokonaluje, takže starší sítě mají mnoho vrstev, které kořisti znesnadňují útěk. Jakmile se v síti objeví kořist, pokoutník, který číhá v ústí rourky, na ni okamžitě zaútočí, případně kolem ní nejprve obíhá a opřádá ji pavučinou. Usmrcenou kořist si odnese do pavučinové rourky. V této rource probíhá i kopulace a bývá zde zavěšován kokon s vajíčky. Rourka je oboustranně otevřená, což pavoukovi usnadňuje útěk v případě nebezpečí.
V přírodě se vyskytují prakticky ve všech biotopech od nížin až po horské oblasti. Žijí pod kůrou ve štěrbinách skal v suti, na kamenech. Často žijí synantropně ve sklepích, na půdách, v hospodářských stavbách a lidských obydlích.
Pavouci rodů Coleotes a Inermocoelotes obývají výhradně lesní biotopy, kde staví pavučinové rourky v zemi, u jejichž nálevkovitého ústí číhají na kořist. Rourka bývá poměrně úzká – asi 1 cm v průměru – a dlouhá až 10 cm; na povrchu se rozšiřuje do nálevky, opatřené rozbíhajícími se vlákny, na kterých se zachytí procházející kořist.

## Seznam rodů a druhů čeledi Pokoutníkovití (Agelenidae)
Seznam uvádí pouze druhy žijící v ČR (podle Kůrka a kol.) (Seznam všech českých pavouků uvádí Seznam pavouků Česka)

### Agelena – pokoutník
Ve světě 44, v Česku 1 druh
- Agelena labyrinthica (Clerk, 1757) – pokoutník nálevkovitý – na lesních okrajích a světlinách staví velké sítě, v ČR hojný

### Allagelena  – pokoutník
Ve světě 9 druhů, v Česku 1 druh
- Allagelena gracilens (C.L.Koch, 1841) – pokoutník štíhlý – na vyšší vegetaci v nížinách a teplejších oblastech, v ČR hojný

### Coelotes – punčoškář
Ve světě 167, v Česku 2 druhy
- Coelotes atropos (Walckenaer, 1830) – punčoškář horský – horský druh, žije v lesích, v ČR vzácný
- Coelotes terrestris (Wider, 1834) – punčoškář zemní – žije v lesích od nížin až po hory, velmi hojný

### Eratigena – pokoutník
Ve světě 38, v Česku 2 druhy
- Eratigena agrestis (Walckenaer, 1802) – pokoutník stepní – na otevřených biotopech, u nás nepříliš hojný
- Eratigena atrica (C.L.Koch, 1843) – pokoutník tmavý – velký pavouk, často v budovách, hojný

### Histopona – pokoutník
Ve světě 23, v Česku 1 druh
- Histopona torpida (C.L.Koch, 1837) – pokoutník hajní – v nepříliš vlhkých lesích, původní evropský druh, v ČR velmi hojný

### Inermocoelotes – punčoškář
Rod žije pouze v Evropě – 15 druhů, v Česku 1 druh
- Inermocoelotes inermis (L. Koch, 1855) – punčoškář lesní – ve všech typech lesů od nížin až po hory, v ČR velmi hojný.

### Tegenaria – pokoutník
Ve světě 121, v Česku 4 druhy
- Tegenaria campestris (C.L.Koch, 1834) – pokoutník polní – listnaté lesy nížin a středních poloh, nepříliš hojný
- Tegenaria domestica (Clerck, 1757) – pokoutník domácí – většinou na synantropních stanovištích, v ČR velmi hojný
- Tegenaria ferruginea (Panzer, 1804) – pokoutník stájový – zejména v budovách, evropský druh, v ČR velmi hojný
- Tegenaria silvestris (L.Koch, 1872) – pokoutník lesní – v lesích, na sutích, v lomech, v ČR hojný

### Textrix – pokoutník
Ve světě 6 druhů, v Česku 1 druh
- Textrix denticulata (Olivier, 1789) – pokoutník ocasatý – teplomilný, ve skalách, sutích a okrajích lesa, nepříliš hojný

## Galerie

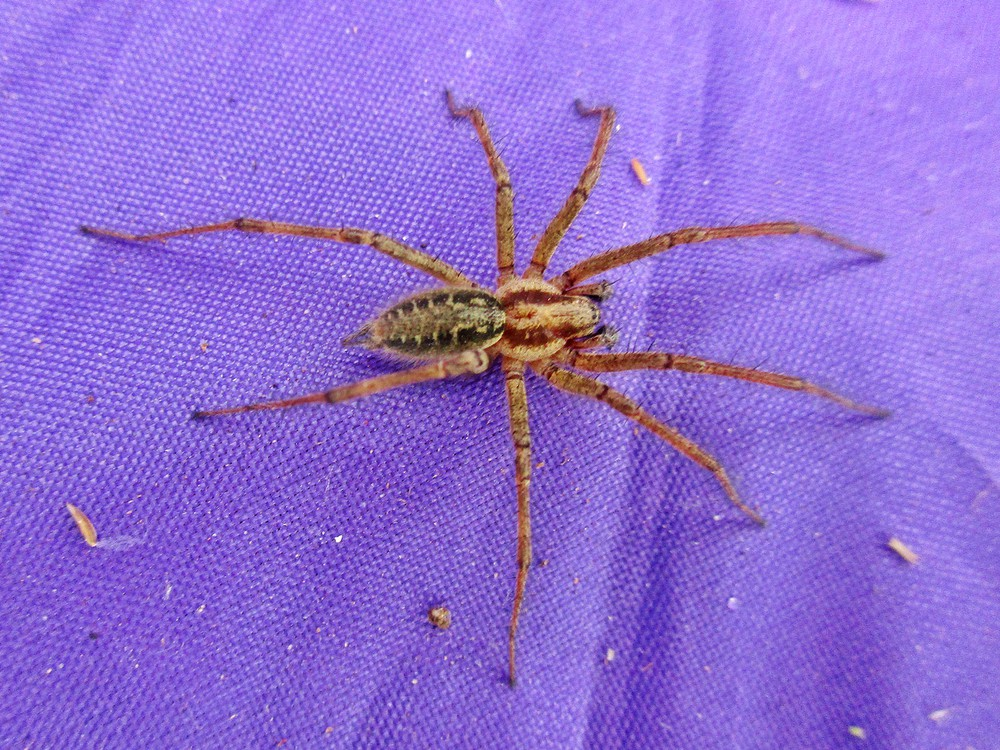
Pokoutník nálevkovitý
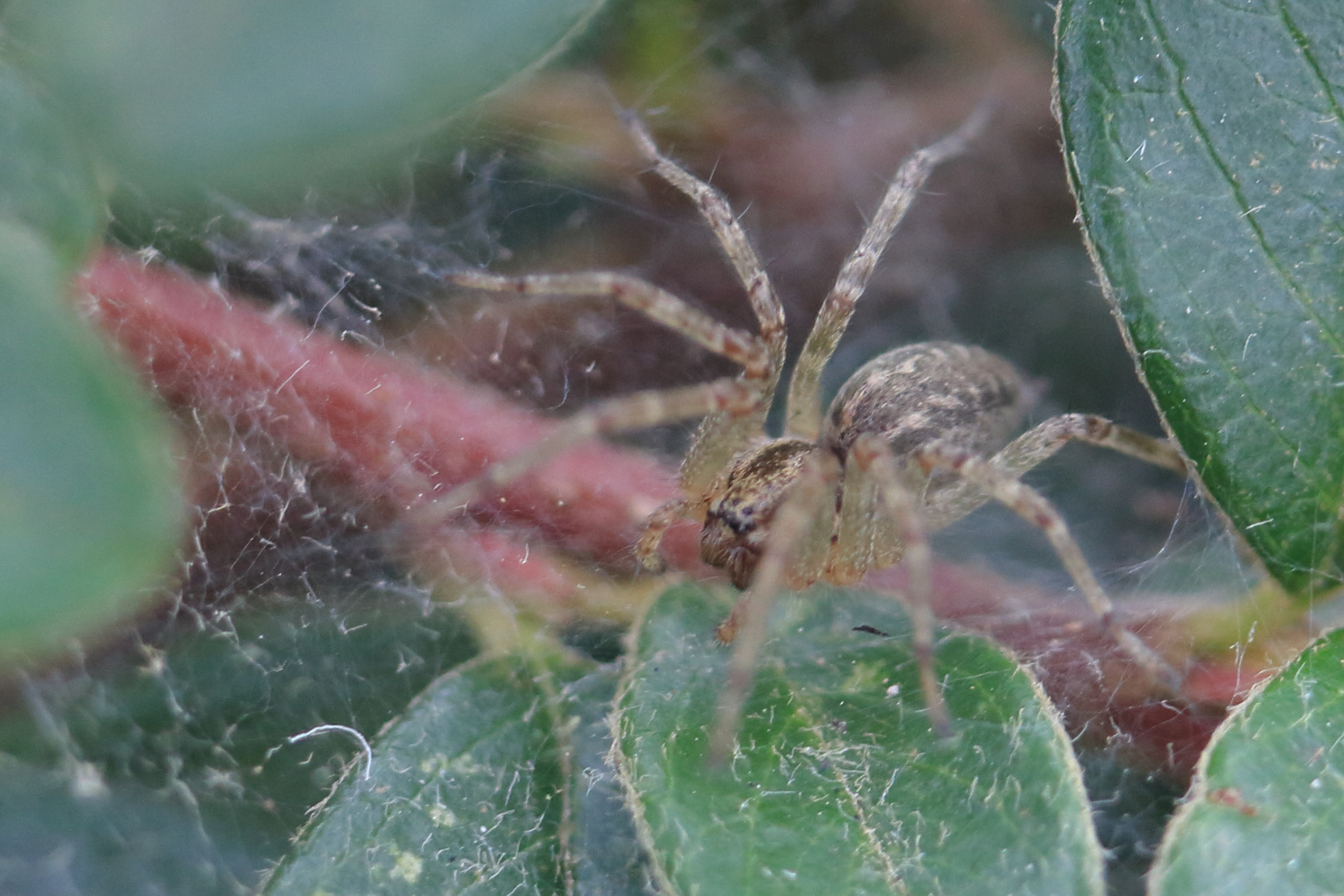
Pokoutník štíhlý
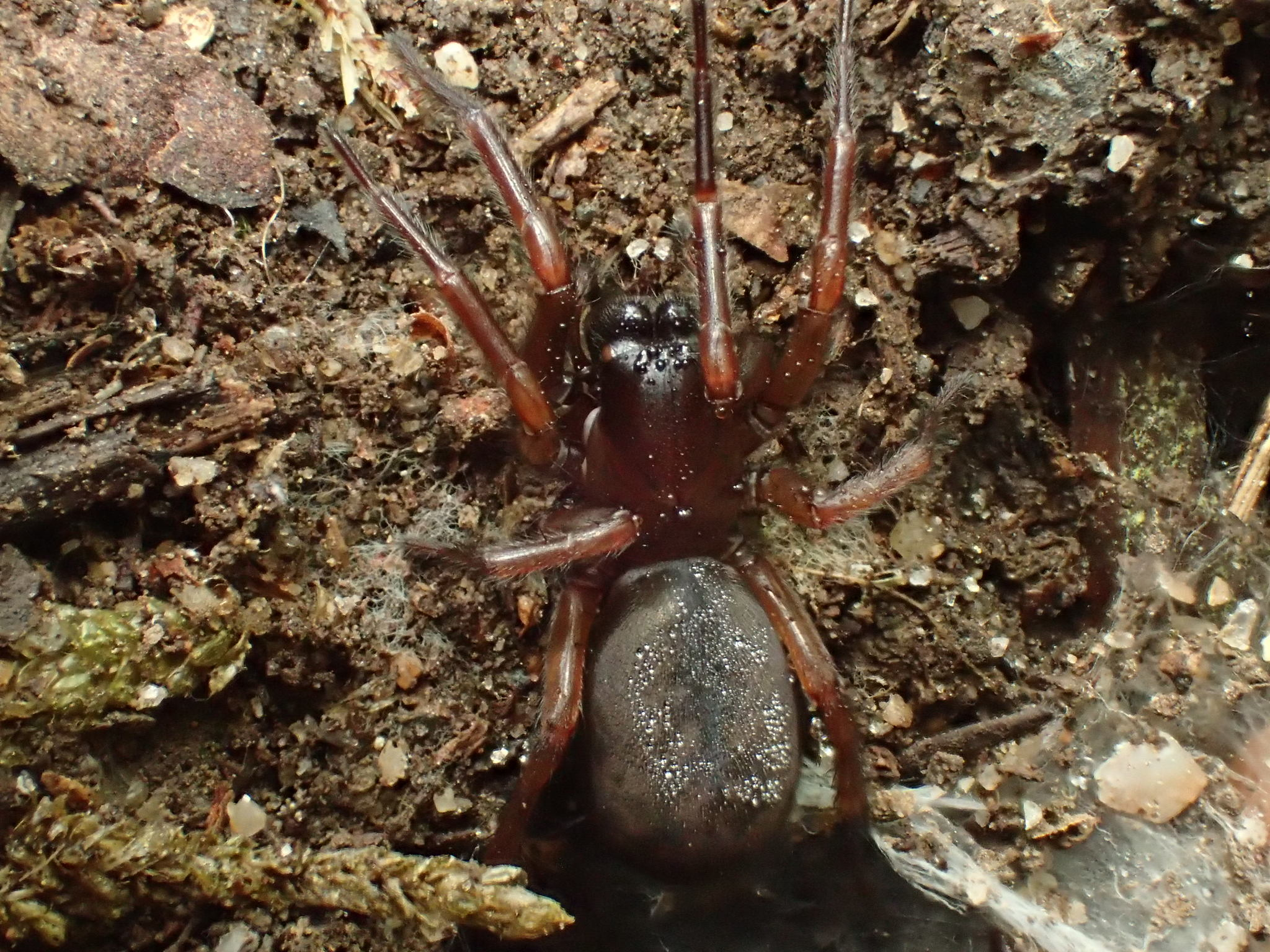
punčoškář horský
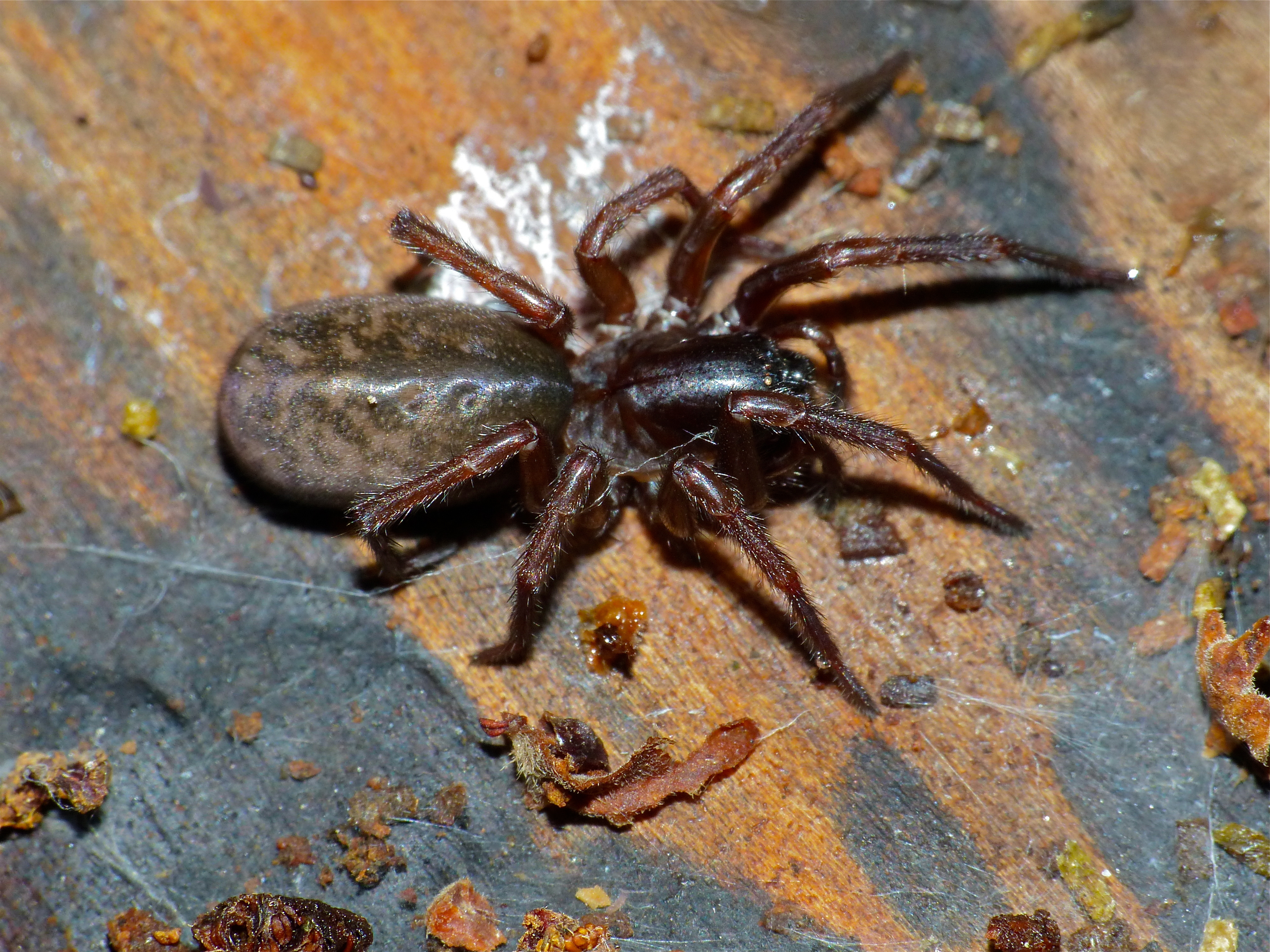
Punčoškář zemní
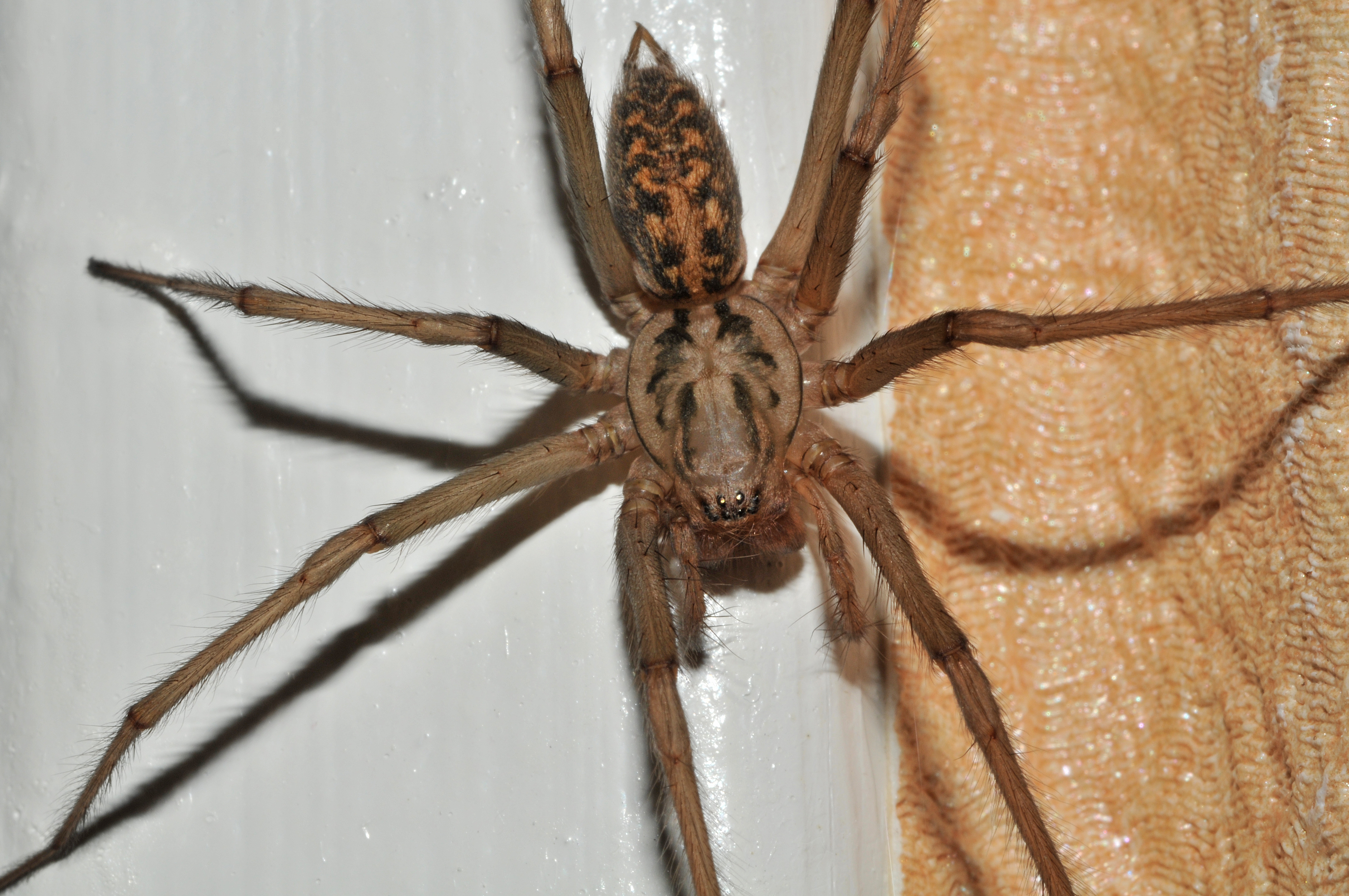
Pokoutník tmavý – dobře viditelné snovací bradavky
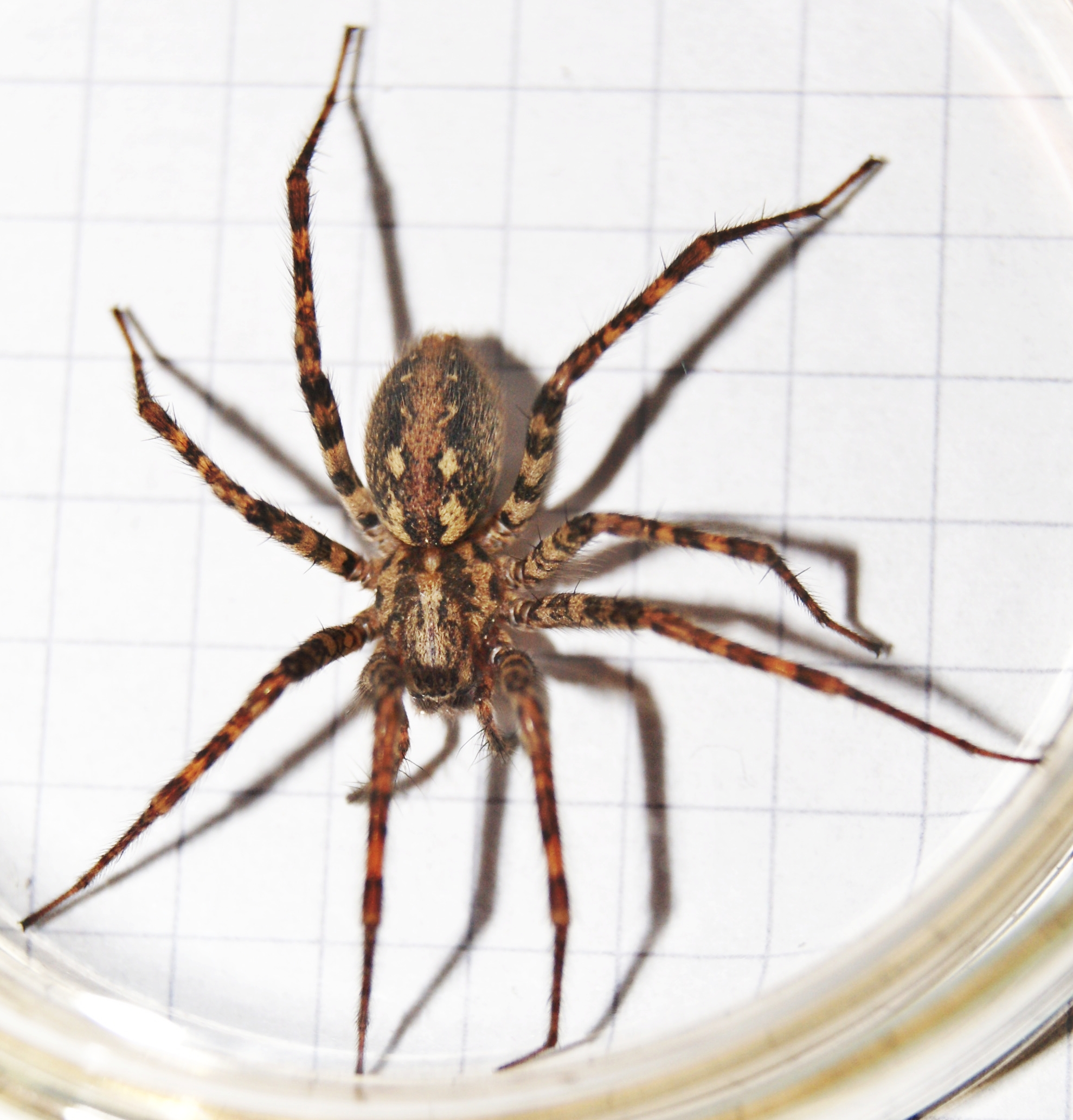
Pokoutník stájový
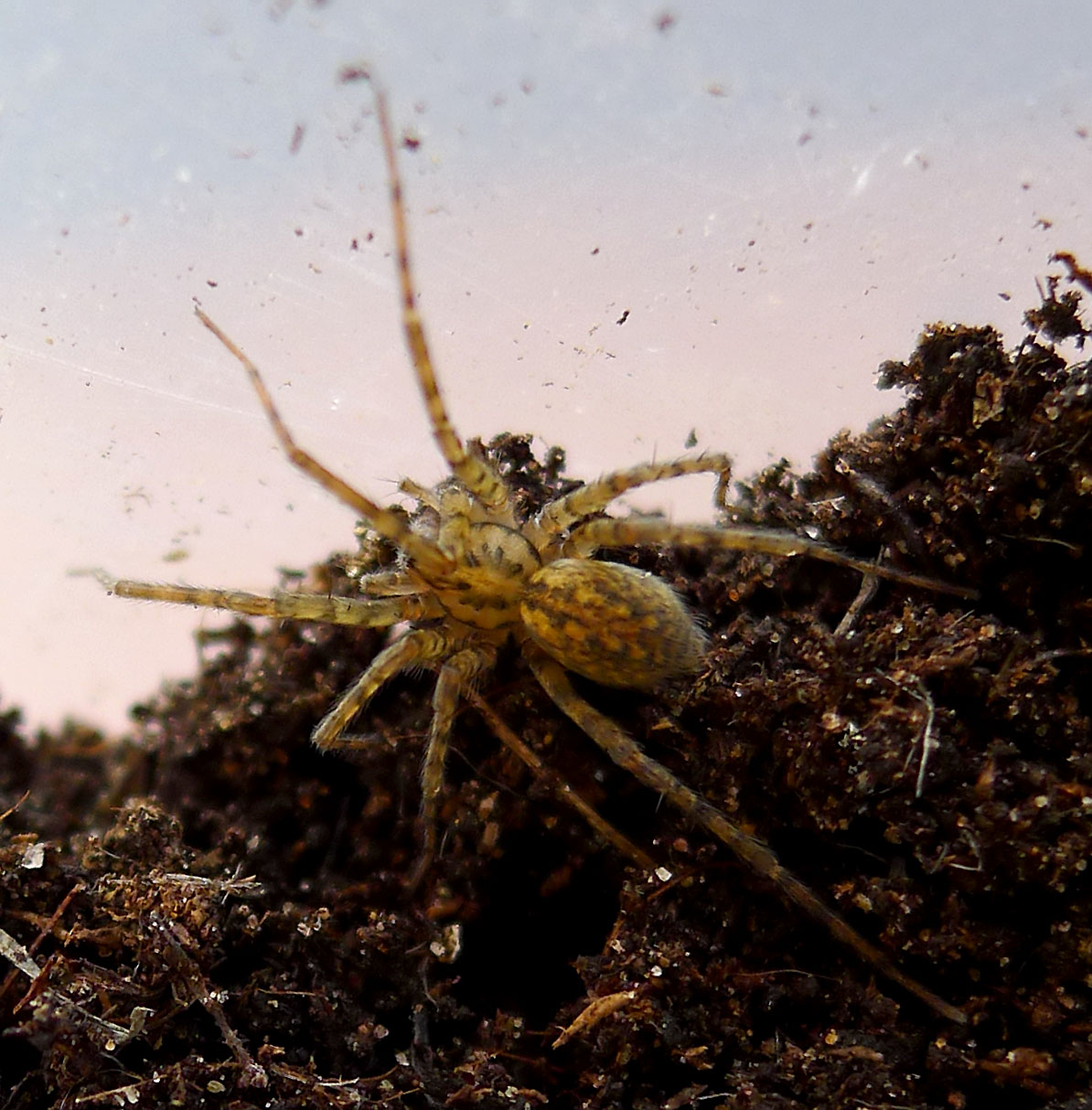
Pokoutník lesní
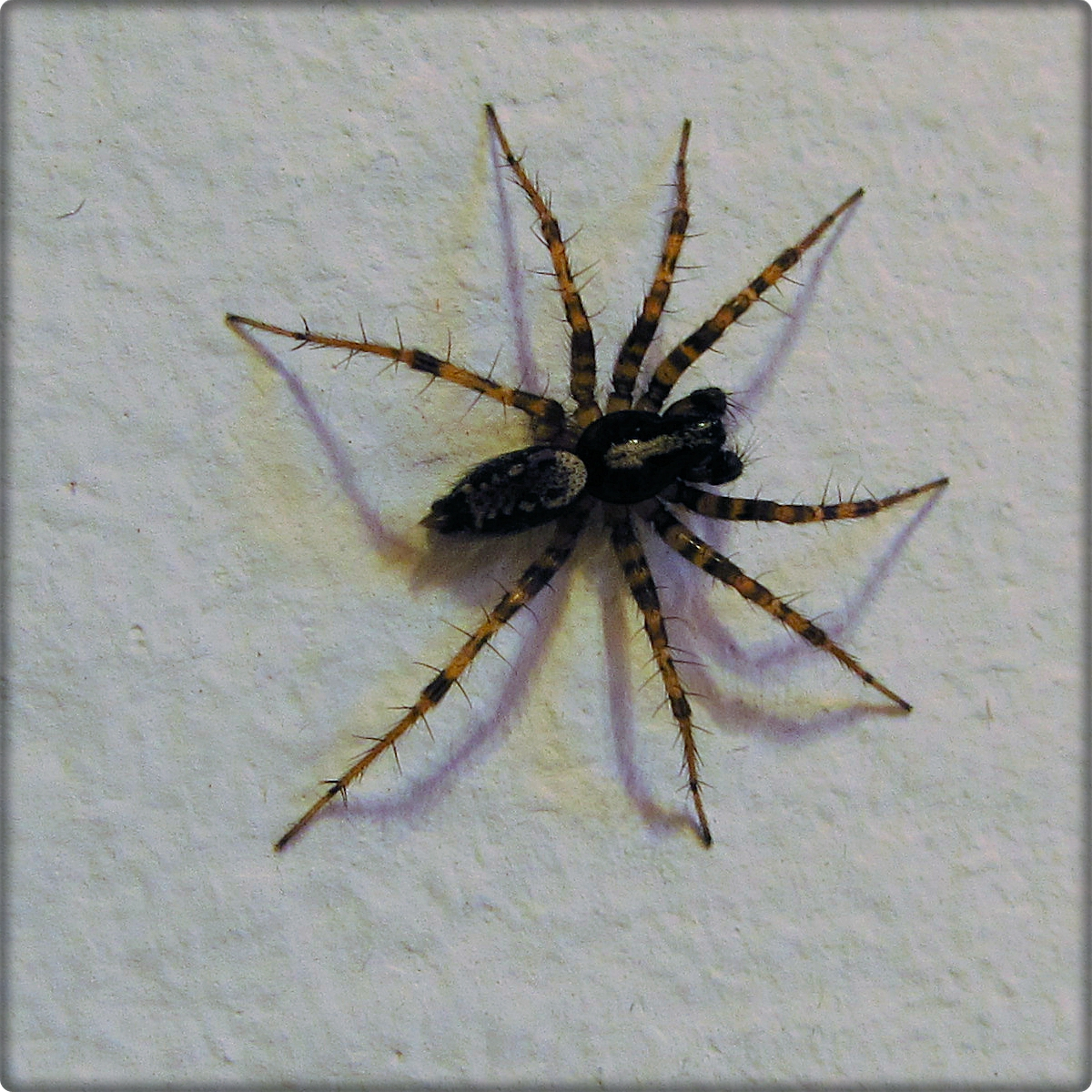
Pokoutník ocasatý, samec